# Bedford Jezzard
Bedford Jezzard, né le 19 octobre 1927 à Londres (Angleterre), mort le 21 mai 2005, était footballeur anglais, qui évoluait au poste d'attaquant à Fulham et en équipe d'Angleterre.
Jezzard n'a marqué aucun but lors de ses deux sélections avec l'équipe d'Angleterre entre 1954 et 1955.

## Carrière de joueur
- 1948-1957 : Fulham

## Palmarès

### En équipe nationale
- 2 sélections et 0 but avec l'équipe d'Angleterre entre 1954 et 1955.

### Avec Fulham
- Vainqueur du Championnat d'Angleterre de football D2 en 1949.

## Carrière d'entraîneur
- 1958-1964 : Fulham

### Avec Fulham
- Vice-Champion du Championnat d'Angleterre de football D2 en 1959.